# Саба Мехр
«Саба Мехр» — иранский баскетбольный клуб из города Казвин. Выступает в Чемпионате Ирана. Клуб был основан в 2002 году и первоначально относился к Тегерану, пока в 2009 году не переехал в Казвин. В 2010 году команда была расформирована.

## История названий
- «Саба Баттери Тегеран» — 2002—2008
- «Саба Мехр Тегеран» — 2008—2009
- «Саба Мехр Казвин» — 2009—2010

## Результаты выступлений
| Сезон     | Чемпионат Ирана | Кубок чемпионов ФИБА Азия | Кубок Чемпионов ЗАБА |
| --------- | --------------- | ------------------------- | -------------------- |
| 2003/2004 | Чемпион         | -                         | —                    |
| 2004/2005 | 2-е место       | -                         | —                    |
| 2005/2006 | Чемпион         | 4-е место                 | 2-е место            |
| 2006/2007 | Чемпион         | 5-е место                 | 2-е место            |
| 2007/2008 | 2-е место       | Чемпион                   | Чемпион              |
| 2008/2009 | 3-е место       | Чемпион                   | 2-е место            |
| 2009/2010 | 4-е место       | -                         | 3-е место            |

## Главные тренеры
- 2002—2010 —  Мехран Шанинтаб

## Известные игроки
- Хамед Хаддади
- Джексон Вроман